# Carlo Laurenzi (cardinale)
Carlo Laurenzi (Perugia, 12 gennaio 1821 – Roma, 2 novembre 1893) è stato un cardinale e vescovo cattolico italiano.

## Biografia
Nacque a Perugia il 12 gennaio 1821.
Papa Leone XIII lo elevò al rango di cardinale nel concistoro del 10 novembre 1884.
Morì il 2 novembre 1893. Dopo le esequie la salma venne tumulata nel sacello di Propaganda Fide nel cimitero del Verano.

## Genealogia episcopale e successione apostolica
La genealogia episcopale è:
- Cardinale Scipione Rebiba
- Cardinale Giulio Antonio Santori
- Cardinale Girolamo Bernerio, O.P.
- Arcivescovo Galeazzo Sanvitale
- Cardinale Ludovico Ludovisi
- Cardinale Luigi Caetani
- Cardinale Ulderico Carpegna
- Cardinale Paluzzo Paluzzi Altieri degli Albertoni
- Papa Benedetto XIII
- Papa Benedetto XIV
- Papa Clemente XIII
- Cardinale Marcantonio Colonna
- Cardinale Giacinto Sigismondo Gerdil, B.
- Cardinale Giulio Maria della Somaglia
- Cardinale Luigi Lambruschini, B.
- Papa Leone XIII
- Cardinale Carlo Laurenzi

La successione apostolica è:
- Vescovo Andrea d'Agostino, C.M. (1888)
- Cardinale Giulio Boschi (1888)

## Nella letteratura
Il cardinale Carlo Laurenzi è uno dei personaggi e delle voci narranti del romanzo del 1972 Quell'antico amore, finalista al premio Campiello, dello scrittore suo omonimo che era un suo discendente indiretto.